# Provence (D652)
Provence (D652) es una fragata en servicio de la Armada francesa. Fue construida por el programa de fragatas multipropósito FREMM.

## Historial operativo
En marzo de 2016, como parte de la Fuerza de Tarea Combinada 150, la fragata realizó una importante incautación de armas frente a las costas de Somalia.
Del 18 de noviembre al 2 de diciembre de 2021, la Provence participó en el ejercicio Polaris 21 en el mar Mediterráneo occidental. En octubre de 2022, la fragata participó en ejercicios conjuntos con la Armada Croata en el mar Adriático.